# Mililani Town
Mililani Town är en stad i Honolulu County på den amerikanska ön och delstaten Hawaii, med cirka 28 608 invånare (2000). Den har enligt United States Census Bureau en area på totalt 10,2 km² varav 0,1 km² är vatten.